# Contaminación marina por plástico

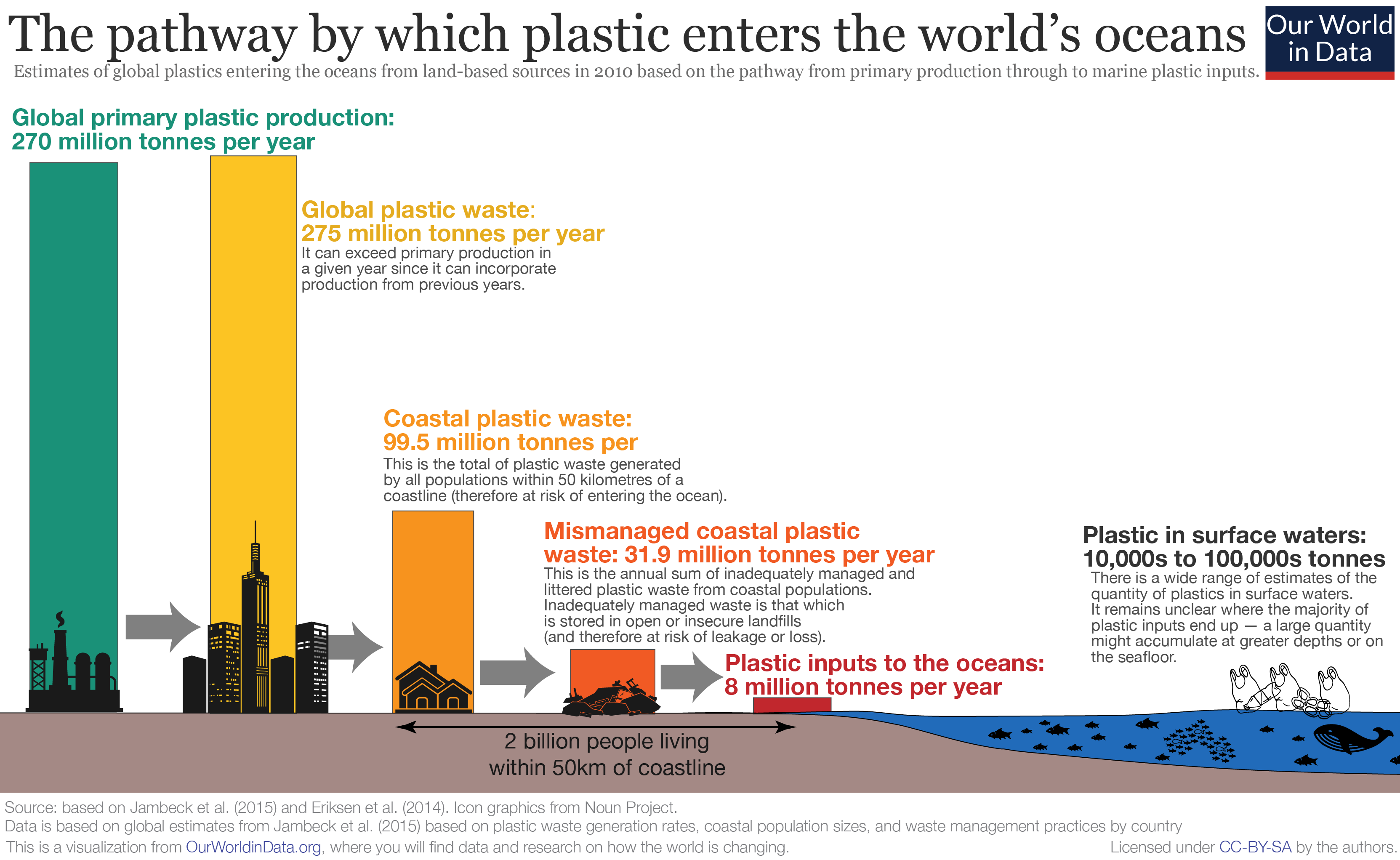
La vía por la cual los plásticos ingresan a los océanos del mundo

La contaminación marina por plástico (o contaminación plástica en el océano) es un tipo de contaminación marina por plásticos, variando en función al tamaño de material, desde grande, como botellas y bolsas, disminuyendo en tamaño a microplásticos formados por la fragmentación de material plástico. Los desechos marinos son principalmente basura humana que flota encima o está suspendida en el océano. Ochenta por ciento de los desechos marinos son plástico. Los microplásticos y los nanoplásticos se forman por la descomposición o fotodegradación de residuos plásticos en aguas de superficie, ríos u océanos. Recientemente, científicos han descubierto nanoplásticos en nevadas intensas, más específicamente aproximadamente 3000 toneladas que cubren anualmente Suiza. Se estimó que hacia fines de 2013 había 86 millones de toneladas de contaminación marina por plástico en todos los océanos del mundo, suponiendo que 1.4% de los plásticos globales producidos de 1950 a 2013 han sido introducidos en el océano y se han acumulado allí. Está estimado que 19-23 millones de toneladas de plástico se vierten a ecosistemas acuáticos anualmente. La Conferencia del Océano de 2017 de Naciones Unidas estimó que los océanos podrían contener más peso en plásticos que peces para el año 2050.
Los 10 emisores más grandes de la contaminación plástica oceánica en todo el mundo son, de mayor a menor, China, Indonesia, Filipinas, Vietnam, Sri Lanka, Tailandia, Egipto, Malasia, Nigeria, y Bangladés, en gran parte a través de los ríos Yangtsé, Indo, Amarillo, Hai, Nilo, Ganges, de las Perlas, Amur, Níger, y el Mekong, los cuales contribuyen con un "90 por ciento de todo el plástico que contamina los océanos del mundo." Asia fue la fuente principal de residuos plásticos mal gestionados, únicamente con China contando un estimado de 2.4 millones de toneladas métricas desechadas.

## Alcance del problema

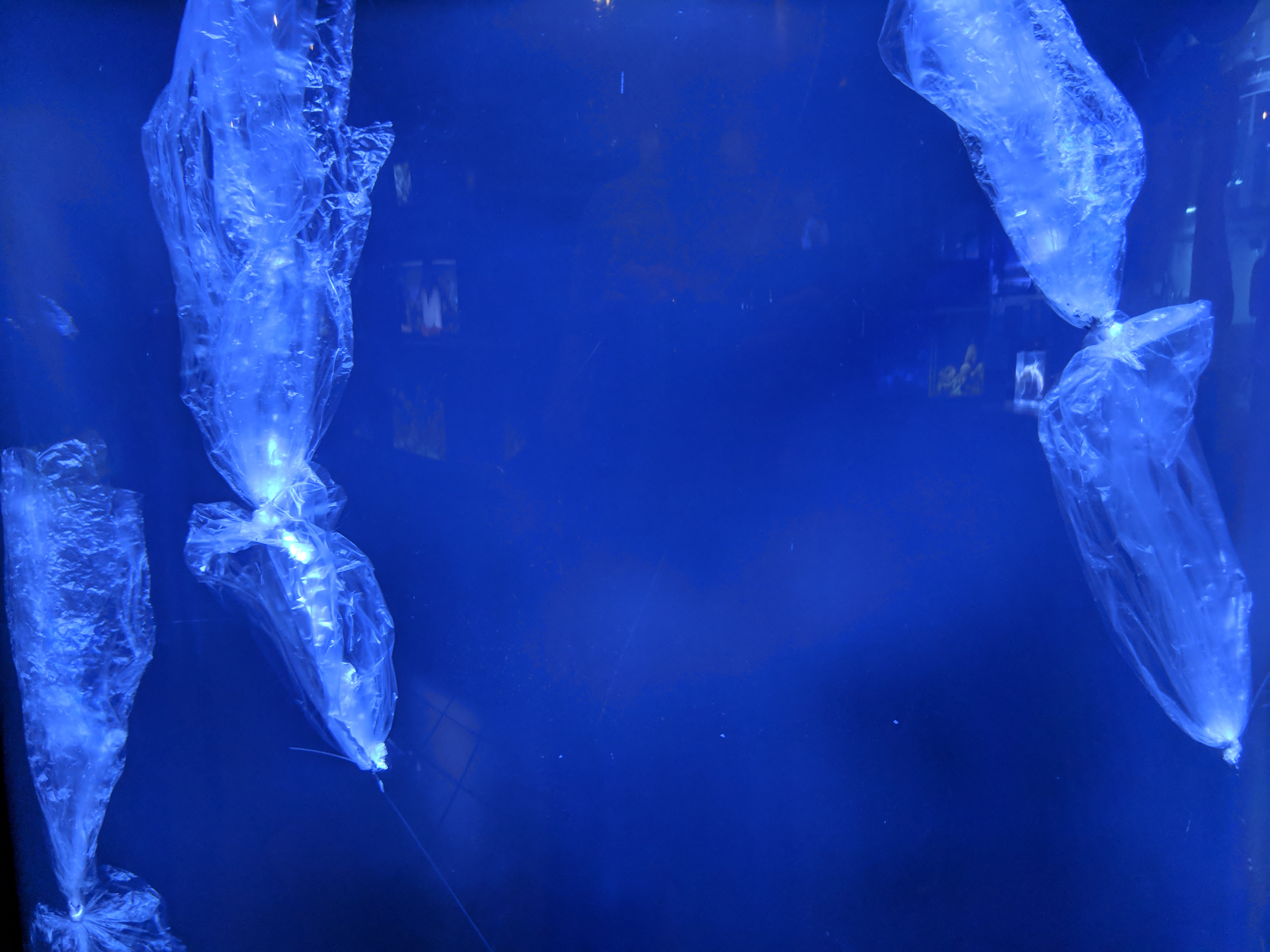
Una exposición en el Mote Marine Laboratory que exhibe bolsas plásticas en el océano que se ven de forma similar a las medusas.

Los plásticos se acumulan porque no son biodegradables. Se fotodegradan por exposición al sol, pero sucede correctamente sólo bajo condiciones secas, y el agua inhibe este proceso. En entornos marinos, el plástico fotodegradado se desintegra en piezas pequeñas mientras quedan polímeros, incluso a nivel molecular. Cuándo flotan partículas plásticas fotodegradadas al mismo tamaño que el zooplankton, las medusas intentan consumirlo, y de este modo el plástico se introduce a la cadena alimentaria del océano.
Eventuales soluciones a la contaminación plástica marina, junto con la contaminación plástica en general, se interrelacionarán con cambios en la fabricación y en las prácticas de embalaje, y una reducción en el uso, en particular, de productos plásticos de un solo uso o vida útil corta. Muchas ideas existen para limpiar el plástico en los océanos que incluyen atrapar partículas plásticas en bocas de río antes de introducirse en el océano, y limpiar los giros oceánicos.
La contaminación marina causada por las sustancias plásticas está reconocida como un asunto de magnitud más alta, desde una perspectiva de la contaminación. La mayoría del plástico que se utiliza cotidianamente nunca es reciclado, y hasta 90% y más de 8 millones de toneladas métricas de residuos plásticos es vertido al océano cada año. Si esto continúa, entonces para el año 2050 habrá más plástico que peces en el mundo por peso.  Sólo en la primera década del siglo XXI, más plástico ha sido creado que todo el plástico en la historia hasta el año 2000 y una mayoría de aquel plástico no es reciclado. Hay un estimado 15 a 51 billones de piezas plásticas entre todo de los océanos del mundo extendiéndose desde la parte superior del océano hasta el lecho marino.  Los océanos son las cuencas más profundas y más extensas de la Tierra, con las profundidades promedio de las llanuras abisales siendo aproximadamente 4 km debajo nivel de mar. La gravedad naturalmente mueve y transfiere materiales de la tierra al océano, con el océano que convirtiéndose en el repositorio final. Una estimación de la producción histórica de plástico da una cifrade 8300 millones de toneladas métricas (Mt) para la producción plástica global hasta 2015, del cual, 79% ha sido acumulado en rellenos sanitarios o en el entorno natural. 8 millones de toneladas de residuos plásticos se introducen en los océanos cada año. Según el ICUN, este número ha crecido a 14 millones de toneladas de plásticos. La contaminación plástica oceánica es destacable por la ubicuidad de su presencia, desde fosas oceánicas, en la profundidad del sedimento marino, en el lecho y dorsales del océano, hasta la superficie de océano y los márgenes litorales. Incluso atolones de islas remotas pueden tener sus playas cargadas con plásticos desde una fuente remota. En la superficie del océano, el plástico contaminante está concentrado dentro de estructuras circulares de gran extensión superficial, llamado giros oceánicos. Los giros oceánicos se forman dentro todos los océanos debido a la interacción de corrientes oceánicas de escala global. Las corrientes del océano concentran residuos plásticos dentro del giro.
Los plásticos han sido fabricados cada vez más debido a su flexibilidad, maleabilidad y calidades duraderas, el cual proporciona al plástico un sinfín de aplicaciones útiles. Los plásticos son extraordinariamente resistentes a procesos naturales de exposición a la intemperie que descomponen muchos otros materiales en la superficie de la Tierra. Los procesos del océano, incluyendo tormentas, acción ondulatoria, corrientes oceánicas, hidratación, y procesos de exposición superficial atmosférica (p. ej. oxidación) y radiación ultravioleta, tienden a romper las partículas plásticas a menores tamaños (resultando en microplásticos), más de lo que la digestión orgánica o química puede alterar las sustancias plásticas. Estimaciones del peso y número total de plástico a través de cinco giros oceánicos por zonas de concentración plástica son del orden de 5.25 billones de partículas que pesan casi 300 mil toneladas. La reducción en tamaño de partículas plásticas a escalas milimétricas deja al plástica asentarse dentro de sedimentos del mar profundo, con quizás cuatro veces tanto plástico acabando dentro de los sedimentos en comparación con las aguas superficiales del océano. Los plásticos son ahora una parte de ciclos biogeoquímicos complejos con organismos vivientes, considerando su ingesta por cetáceos, aves marinas, mamíferos, y bacterias.
Más de 300 millones de toneladas de plásticos son producidos cada año, la mitad de las cuales son utilizadas en productos de un solo uso como vasos, bolsas, y embalaje. Se estima que unos 19 a 23 millones de toneladas de plástico se filtran a ecosistemas acuáticos anualmente. Es imposible de saber con certeza, pero  se estima que aproximadamente 150 millones de toneladas métricas de plásticos existe en nuestros océanos. La contaminación plástica corresponde al 80% de toda la contaminación marina en aguas desde la superficie hasta los sedimentos en la profundidad del mar. Ya que los plásticos son ligeros, mucha de esta contaminación está vista en y alrededor de la superficie de océano, pero partículas y basura plástica son ahora encontradas en hábitats marinos y terrestres, incluyendo el mar profundo, grandes lagos, arrecifes de coral, playas, ríos, y estuarios. La evidencia más destacable del problema plástico en los océanos es los fragmentos de basura que se acumulan en regiones de giros oceánicos. Un giro es una corriente de océano circular formada por los patrones de viento terrestre y las fuerzas creadas por la rotación del planeta. Hay cinco giros oceánicos principales: el Subtropical del Pacífico Norte y del Pacífico Sur, el Subtropical del Atlántico Norte y del Atlántico Sur y el giro del océano Índico. Hay fragmentos de basura significativa en cada uno de estos giros.
Los residuos plásticos más grandes pueden ser ingeridos por especies marinas, llenando sus estómagos y haciéndoles creer que están llenos cuándo de hecho no han tomado nada de valor nutritivo. Esto puede llevar a aves marinas, ballenas, peces, y tortugas a morir de inanición con estómagos llenos de plástico. Las especies marinas también pueden ser asfixiadas o enredarse en basura plástica.

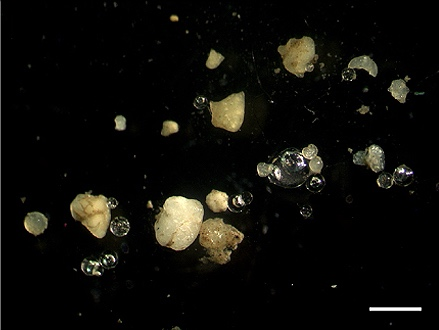
Microplásticos entre arena y esferas de vidrio en el sedimento del Rhin. La barra blanca representa 1 mm.

La amenaza más grande de océano la contaminación plástica proviene de los microplásticos. Estos son fragmentos pequeños de basura plástica, algunos de los cuales produjeron para ser tan pequeñas como micropartículas. Otros microplásticos provienen de la exposición a la intemperie de residuos plásticos más grandes. Una vez que las piezas más grandes de residuos plásticos se introducen en el océano, o cualquier cuerpo de agua, la exposición al sol, temperatura, humedad, olas, y el viento empieza a romper el plástico en piezas más pequeñas de cinco milímetros. Los plásticos también pueden ser rotos por organismos más pequeños, quienes comerán basura plástica, rompiéndola en piezas pequeñas, ya sea excretando estos microplásticos o escupiéndolos. En pruebas de laboratorio, se encontró que anfípodos de la especie Orchestia gammarellus podrían devorar piezas de bolsas plásticas a toda prisa, triturando una bolsa sola en 1.75 millones de fragmentos microscópicos. A pesar de que el plástico está roto, es todavía un material fabricado por humanos que no es biodegradable. Está estimado que aproximadamente 90% de los plásticos en el entorno marino pelágico es microplástico. Estos microplásticos son frecuentemente consumidos por organismos marinos de la base de la cadena alimentaria, como el plancton y larvas de pez, lo cual dirige a una concentración de ingestión de plástico hacia los niveles superiores de la cadena alimentaria. Los plásticos están producidos con sustancias químicas tóxicas, así que estas sustancias tóxicas introducen la cadena alimentaria marina, incluyendo los peces que algunos humanos comen.

## Tipos de fuentes y cantidades

Tiempo promedio de descomposición estimado de elementos de basura marino típicos. Los elementos plásticos están mostrados en azules.

Los residuos plásticos que se introducen los mares han aumentando cada año, con una vasta mayoría ingresando en los mares como partículas más pequeñas que 5 milímetros. En el 2016 se había estimado que había aproximadamente 150 millones de toneladas de contaminación plástica en los océanos del mundo, lo que aumentaría a 250 millones de toneladas en 2025. En 2020 un estudio encontró que el Atlántico contiene aproximadamente diez veces más plástico de lo que anteriormente se pensó. El tipo más grande de contaminación plástica (~10 %) y la mayoría del plástico grande en los océanos es de redes de la industria de pesca desechadas y perdidas.
El Ocean Conservancy informó que China, Indonesia, Filipinas, Tailandia, y Vietnam vierten más plástico en el mar que todos los demás países combinados.
Un estudio estima que hay más de 5 billones de piezas plásticas (definidos dentro de las cuatro clases de pequeños microplásticos, microplásticos grandes, meso- y macroplásticos) flotando en mar. En 2020, nuevas mediciones encontraron más de 10 veces de plástico en el Océano Atlántico que lo anteriormente estimado.
En octubre de 2019, una investigación reveló que la mayoría de la contaminación plástica de océanos proviene de barcos de carga chinos, un portavoz de Ocean Cleanup dijo: "Todo el mundo habla de salvar los océanos deteniendo la utilización de bolsas plásticas, popotes y embalaje de solo un uso. Esto es importante, pero cuándo estamos fuera en el océano, eso no es precisamente lo que encontramos."
Casi 20% de la contaminación plástica que contamina agua del océano, se traduce en  5.6 millones de toneladas, proviene de fuentes que están en el océano. MARPOL, un tratado internacional, "impone una prohibición completa para vertir contaminación plástica en el mar". Los barcos de comercio marítimo expulsan su carga, aguas residuales, equipamiento médico utilizado, y otros tipos de desperdicios plásticos al océano. Los barcos navales y de investigación expulsan residuos y equipamiento militar considerado como innecesario. Las embarcaciones de recreo descargan material de pesca y otro tipo de desperdicios, ya sea accidentalmente o por un manejo negligente. La mayor fuente de contaminación plástica en océanos es equipo de pesca (incluyendo trampas y redes), estimada para ser de hasta 90% de contaminación plástica en algunas áreas.
La basura plástica continental se introduce el océano en gran parte a través de escorrentías de tormenta de agua, afluyendo hacia cuerpos de agua o directamente vertiéndose en aguas costeras. Se ha demostrado que el plástico en el océano sigue corrientes de océano qué finalmente forman lo que se conoce como Grandes Manchas de Basura. El conocimiento de las rutas que los plásticos siguen en corrientes de océano proviene de vertidos accidentales de contenedores de barcos transportistas. Por ejemplo, en mayo de 1990, el barco transportista Hansa, navegando de Corea a los Estados Unidos, se descompuso debido a una tormenta, finalmente resultando en miles de zapatos vertidos accidentalmente; estos finalmente empezaron aparecer en la costa occidental de Estados Unidos y en Hawái.

La generación de residuos plásticos supera la cantidad de la contaminación plástica que es expulsada en el océano.

El impacto de microplásticos y macroplásticos en el océano no es a causa de la infiltración directamente por verter el plástico a ecosistemas marinos, sino a través de ríos contaminados que crean pasajes hacia los océanos de todo el planeta. Los ríos pueden actuar como la fuente o el depósito, dependiendo del contexto. Los ríos reciben y reúnen la mayoría de plástico pero también puede impedir que un porcentaje llegue al océano. Los ríos son la fuente dominante de contaminación plástica en el entorno marino, contribuyendo casi 80% en estudios recientes. La cantidad de plástico registrada en el océano es considerablemente menor de la cantidad de plástico que está introduciéndose en el océano en cualquier tiempo dado. Según un estudio hecho en el Reino Unido,  hay "diez principales" tipologías dominantes de macroplásticos que sólo están relacionados con el consumidor. Dentro de este estudio, 192,213 elementos de basura fueron contados con una media de 71% siendo plástico y 59% elementos de macroplástico relacionados con consumidores. Incluso aunque la contaminación de agua dulce es la causante más importante de la contaminación plástica marina, hay pocos estudios elaborados y la colección de datos para la cantidad de la contaminación que va de agua dulce a marina. La mayoría de publicaciones concluye que hay una recolección de datos mínimos de desechos plásticos en entornos de agua dulce y entornos terrestres naturales, incluso aunque estos son el mayor contribuyente. Se requieren cambios en la política de producción, uso, eliminación, y gestión de residuos para la disminución de la cantidad de plástico que se introduce potencialmente en entornos de agua dulce.
Un estudio de 1994 del lecho marino utilizando redes de arrastre en la región noroccidental del Mediterráneo, alrededor de las costas de España, Francia, e Italia, reportó concentraciones promedio de desechos de 1,935 elementos por kilómetro cuadrado. Los desechos plásticos fueron un 77%, del cual 93% eran bolsas plásticas.
Por otro lado, un informe de la UICN reveló que las partículas invisibles de productos tales como la ropa sintética y los neumáticos de automóviles son las principales fuentes de microplásticos en el océano.

## Contaminación plástica marina proveniente de fuentes terrestres
Las estimaciones sobre la contribución de plástico de fuentes terrestres varían ampliamente. Un estudio estimó que un poco más del 80% de desechos plásticos en agua del océano proviene de fuentes terrestres, responsables para 800,000 toneladas (880,000 toneladas netas) cada año. En 2015, se calculó que 275 millones de toneladas (303 millones de toneladas netas) de los residuos plásticos fueron generados en 192 países costeros en 2010, con 4.8 a 12.7 millones de toneladas (5.3 a 14 millones de toneladas netas) vertiéndose en el océano un porcentaje sólo de hasta 5%.
En un estudio publicado por Science, Jambeck et al (2015) estimaron que los 10 emisores más grande de la contaminación plástica oceánica en todo el mundo eran, de mayor a menor, China, Indonesia, Filipinas, Vietnam, Sri Lanka, Tailandia, Egipto, Malasia, Nigeria, y Bangladés.
Una fuente que ha causado la preocupación son los vertederos. La mayoría de residuos en la forma de plástico en vertederos son elementos de solo un uso, como embalajes. Desechar los plásticos de este modo dirige hacia su acumulación. A pesar de que desechar los residuos plásticos en vertederos tiene un riesgo de emisión de gases menor que su eliminación a través de incineración, el anterior tiene limitaciones espaciales. Otra preocupación es que los revestimientos actuando como capas protectoras entre el vertedero y el entorno pueden romperse, filtrando toxinas y contaminando la tierra cercana y el agua. Los vertederos con océanos cercanos localizados a menudo contribuyen a los desechos marinos, porque el contenido es fácilmente barrido y transportado hacia al mar por el viento o pequeños cuerpos de agua, como ríos y corrientes. Los desechos marinos pueden también ser resultado de aguas residuales que no han sido tratados eficientemente, lo cual es finalmente transportado al océano a través de ríos. Elementos plásticos que han sido desechadas inadecuadamente también puede ser llevado a océanos a través de aguas de tormenta.

## Efectos en la biodiversidad

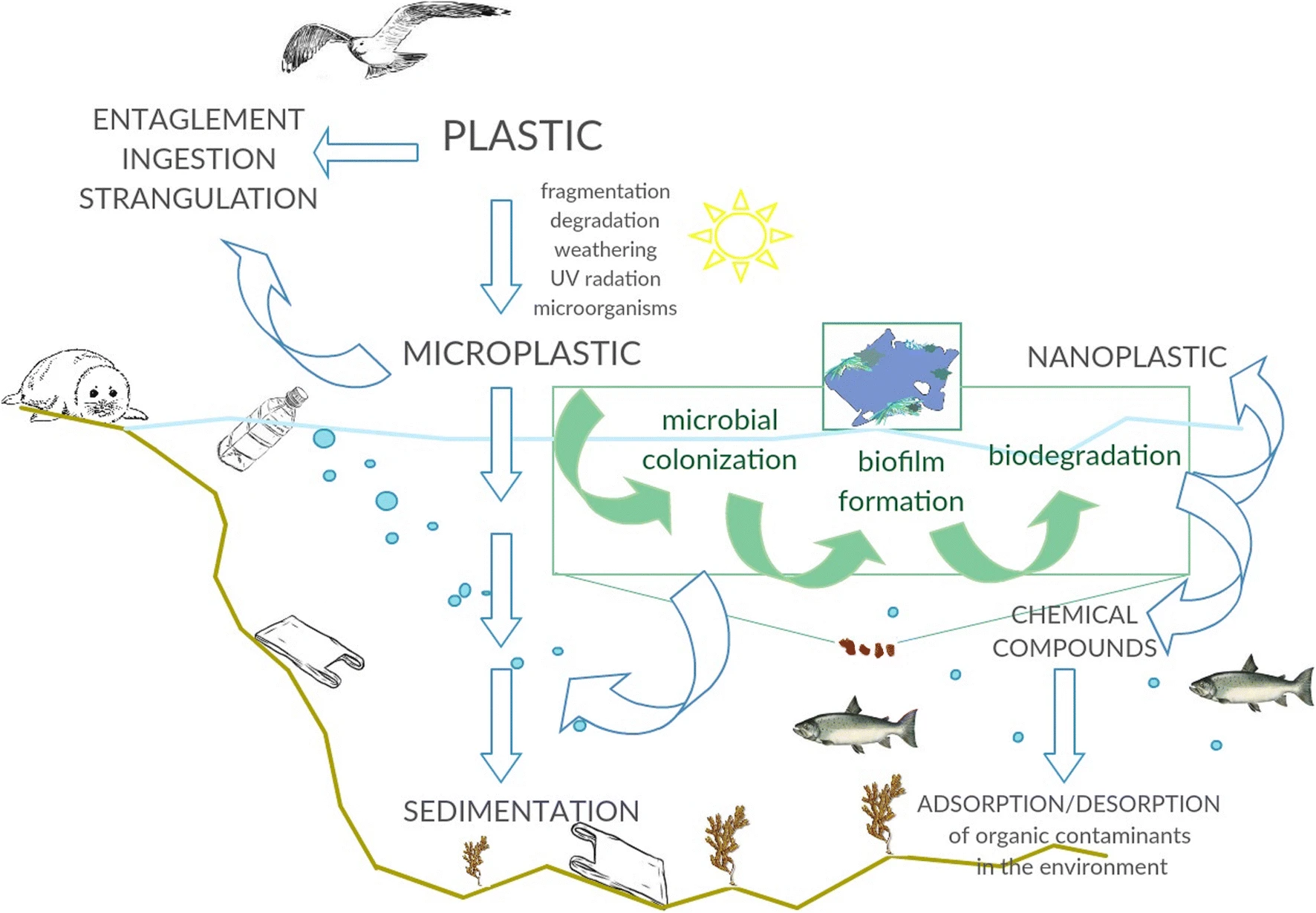
Interacciones entre microorganismos marinos y microplásticos

Los océanos están contaminados por las partículas plásticas que varían en tamaño de material grande como botellas y bolsas, disminuyendo a microplásticos formados por la fragmentación del material plástico. Este material es degradado muy lentamente en partículas plásticas que ahora están extendidas en el océano superficial y es sabido que podría generar efectos nocivos en la vida marina. Las bolsas plásticas desechadas, los aros plásticos de six-pack, colillas de cigarrillo y otras formas de residuos plásticos que terminan en el océano representan peligros a la fauna y flora marina. La vida silvestre acuática es amenazada al enredarse, sofocarse, o por ingestión. Las redes pesqueras, normalmente hechas de plásticos, puede quedarse o perderse en el océano por pescadores. Conocidas como redes fantasma, estas se enredan en peces, delfines, tortugas de mar, tiburones, dugones, cocodrilos, aves marinas, cangrejos, y otras criaturas, restringiendo su movimiento, causando inanición, laceración, infección, y, en los que necesitan regresar a la superficie para respirar, sofocación. Hay varios tipos de plásticos de océano que causan problemas a vida marina. Las tapas de botella han sido encontradas en los estómagos de tortugas y aves marinas, los cuales han muerto debido a la obstrucción de su tracto respiratorio y  digestivo. Las redes fantasma son también un tipo problemático de plástico en el océano cuando continuamente pueden atrapar vida marina en un proceso conocido como pesca fantasma.